# École polytechnique supérieure de Santander
 (janvier 2025).
L'École polytechnique supérieure de Santander est une école d'ingénierie de l'UNEATLÁNTICO située sur le campus du Parc Scientifique et Technologique de Cantabrie (PCTCAN).